# Jan Kochanowski

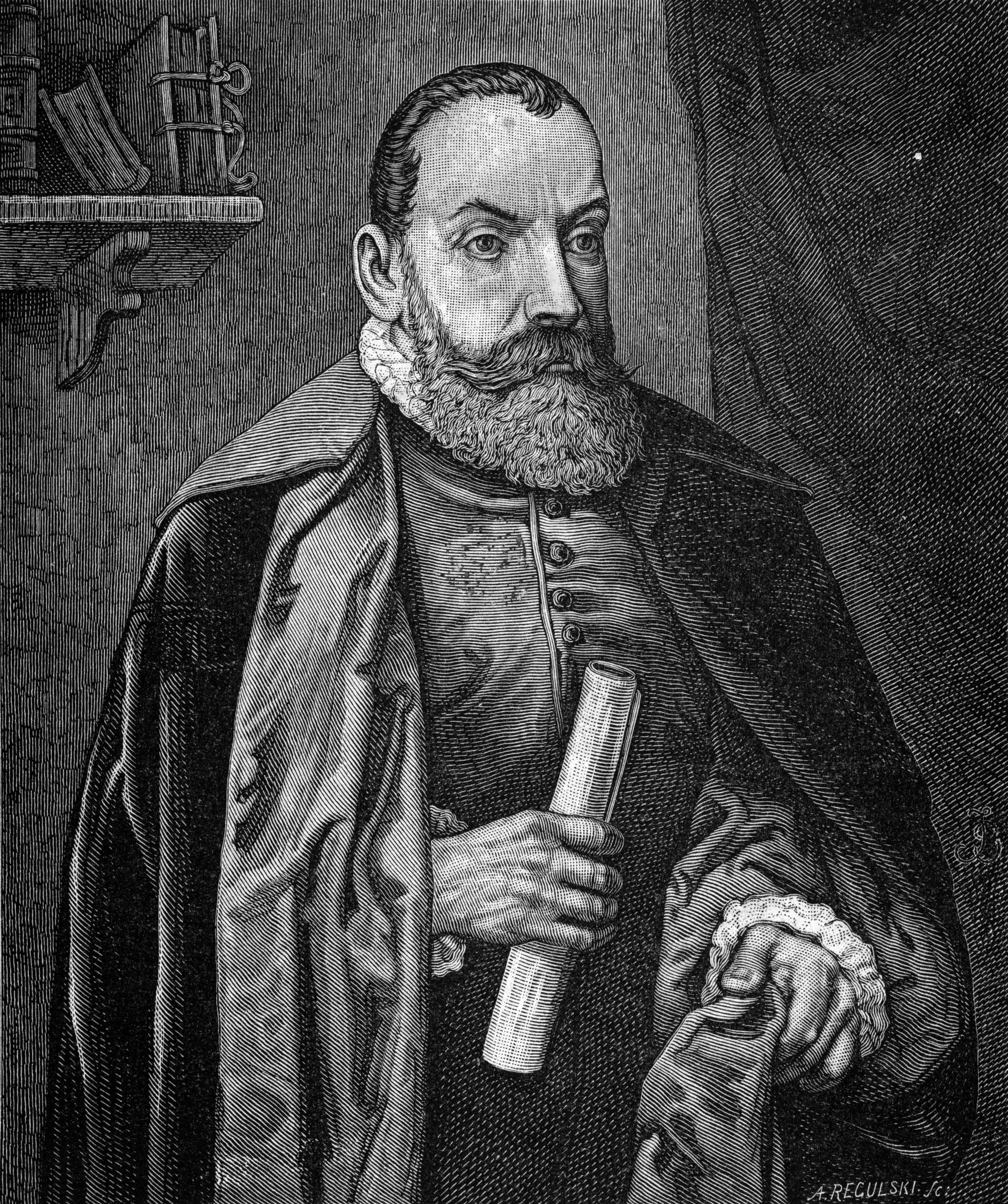
Jan Kochanowski

Das Adelswappen des Jan Kochanowski (Wappengemeinschaft Korwin)

Jan Kochanowski (* 1530 bei Radom; † 22. August 1584 in Lublin) war einer der bedeutendsten polnischen Dichter des 16. Jahrhunderts. Kochanowski lebte als Dichter zur Zeit der Renaissance in Polen. Er betätigte sich in nahezu allen Gattungen. Neben zahlreichen Gedichten zählen das Drama Die Abfertigung der griechischen Gesandten (Odpráwá Posłow Greckich) und seine an Giovanni Boccaccio erinnernden Fraszki (= Geschichtchen, kurze Verserzählungen, Satiren) sowie die Trauerverse (Treny) zu seinen bekannten Leistungen. Sein sprachschöpferisches Können und klassische Perfektion haben der polnischen Sprache neue Dimensionen eröffnet. 

## Leben
Der Sohn der adligen Familie der Kochanowskis, von der Wappengemeinschaft Korwin (sein Vater war Richter in Sandomierz),  begann seine Studien zunächst 1544 in Krakau, ging dann von 1551 bis 1552 nach Königsberg und von dort in die italienische Universitätsstadt Padua. In Italien begann er mit seinen literarischen Arbeiten. Er schrieb hier erotische Verse auf Latein. Mitte der 1550er Jahre bereiste er zwischen Aufenthalten in Königsberg und Italien auch Frankreich und Deutschland, um dann ab 1559 in Polen zu bleiben. Er engagierte sich neben seiner literarischen Arbeit auch politisch in Polen.
1574 ließ er sich auf dem von seinem Vater geerbten Gut in Czarnolas nieder. 1575 heiratete er dort Dorota Podlodowska von der Wappengemeinschaft Janin, mit der er sechs Töchter (wovon drei noch im Kindesalter starben) und einen Sohn hatte. Kochanowski führte in Czarnolas das beschauliche Leben eines Landbesitzers, war aber auch politisch aktiv tätig. Im November 1575 setzte er sich im Sejm in Warschau für die Kandidatur von Kaiser Maximilian II. als König von Polen ein.
In dieser Zeit entstand die Odpráwá Posłow Graeckich bzw. Odpráwá Posłow Greckich (1578) sowie der Psalterz Dawidow (1579), eine Psalterübersetzung aus der Vulgata. Das vielleicht berühmteste Werk von Kochanowski sind die sogenannten Treny (1579), welche nach dem Tod seiner Tochter Ursula zu deren Andenken und Totentrauer entstanden sind. 1583 verfasste er das Poem Jezda do Moskwy (Die Reise nach Moskau), welches er dem polnisch-litauischen Hetman Krzysztof Radziwiłł Piorun gewidmet hat, worin er dessen ruhmreichen Russlandfeldzug (1579–1582) unter König Stefan Batory beschreibt.
Kochanowski starb 1584 in Lublin. Er wurde in der Nähe von Czarnolas, in Zwoleń, beerdigt.
Kochanowskis besonders an Horaz orientiertes poetisches Werk wirkte vor allem über seine Rezeption bei Mathias Casimir Sarbiewski, einem der bedeutendsten neulateinischen Dichter des Barock, wieder auf die europäische Dichtung zurück.

## Rezeption
Das Jan-Kochanowski-Theater in Oppeln trägt seinen Namen.

## Werke (Auswahl)
- Die Eintracht (publ. 1564).
- Das Schachspiel (1562–1566).
- Odpráwá Posłow Graeckich bzw. Odpráwá Posłow Greckich (Die Abfertigung der griechischen Gesandten; 1566–1568, publ. 1578).
- Psalterz Dawidow (Davids Psalter; publ. 1579), doi:10.3931/e-rara-79372 (Digitalisat der polnischen Ausgabe Psałterz Dawidow von 1610 auf e-rara).
- Treny (Klagelieder, Trauerverse; 1579–1580).
- Jezda do Moskwy (Die Reise nach Moskau; publ. 1583).
- Epigramme (publ. 1584).

## Deutschsprachige Ausgaben
- Das Schachspiel, übersetzt und kommentiert von Thomas Daiber. Ed. Rugerup, Berlin / Hörby 2011, ISBN 978-3-942955-03-4.